# 1861
Cette page concerne l'année 1861 (MDCCCLXI en chiffres romains) du calendrier grégorien.
L'année 1861 est une année commune qui commence un mardi.

## Événements

### Afrique
- 23 janvier : l'expédition de Speke et Grant vers le lac Victoria et le Nil Blanc atteint Kazeh[1].
- Janvier, Maroc : révolte des Rehamna dans le Gharb (fin en juillet 1862)[2].
- 1er février : traité de paix entre le Damel du Cayor Macodou et le gouverneur du Sénégal Louis Faidherbe ; le Damel ayant violé le traité, les Français le remplacent en mars par Madiodio[3].
- Février, Soudan : le prince marchand Muhammad Khayr al-Arqawi, originaire de Dongola, écrase le mek des Shilluk qui lui a retiré le droit de chasser l’éléphant sur ses terres, brûle Kaka et installe une forteresse à proximité sur une île du Nil blanc. Comme le mek des Shilluk refuse de se soumettre, il met à sac et incendie sa capitale Denab, et règne sur le pays[4].
- 9 mars : El Hadj Oumar Tall entre dans Ségou et fait mettre à mort son roi Ali Diara[5]. Il conquiert le Royaume bambara. Les Bambara poursuivent tout de même la guérilla contre les musulmans jusqu’à la colonisation française.
- 6 avril : Lord Canning, gouverneur général de l’Inde britannique, sépare les territoires de Zanzibar et de Mascate et Oman[6].
- 15 avril : début d’une expédition de Florence Baker et Samuel White Baker au Soudan (1861-1865)[7].
- 18 avril : les missionnaires catholiques Francesco Borghero et François Fernandez s’installent à Ouidah, au Dahomey[8].
- 23 avril :
  - Porto-Novo est bombardé par les Britanniques après que son roi Sodji a refusé de les laisser y établir une base[9].
  - le nouveau bey de Tunis, Sadok Bey promulgue une constitution qui sépare les pouvoirs exécutif, judiciaire et législatif. Les pouvoirs du bey sont limités, de nouvelles cours de justice et un conseil suprême collaborant à la fois avec un parlement et une cour suprême sont créés[10].
- 6 août : les Britanniques reprennent Lagos, qui est proclamée Colonie de la couronne[11].
- 16 août, Madagascar : mort de la reine Ranavalona. Avant de mourir, elle désigne Rakoto pour successeur. Il prend le nom de Radama II et est couronné le 23 septembre 1862 (fin de règne en 1863)[12]. Pensant faire le bonheur de son peuple en appliquant les méthodes européennes, il mécontente l’oligarchie traditionnelle, dont le Premier ministre Raharo et son frère, le commandant en chef Rainilaiarivony[13].
- 21 août, Algérie : mort de Si Hamza[14], empoisonné par ses proches. La politique des bureaux arabes favorise les abus de pouvoir des chefs indigènes. Jouant des rivalités intertribales, les Français alternent récompenses et brimades. Ainsi, après la mort de Si Hamza, nommé calife en échange de ses services contre les révoltes de 1852, ses fils sont rétrogradés au rang de bachaga.
- 26 septembre : Radama II rouvre l’île de Madagascar aux missionnaires catholiques et protestants[15] et signe de nouveaux traités avec la Grande-Bretagne et la France (1862). Sous le nom de Charte Lambert (9 novembre) et de Charte Caldwell (23 août 1862), il octroie des privilèges exorbitants à ces deux négociants[16].
- 24 octobre : le sultan du Maroc, pour régler l’indemnité de guerre à l’Espagne, s’engage à remettre 50 % des droits de douane aux Britanniques jusqu’au remboursement des sommes empruntées aux banques anglaises. Le 30 octobre, il signe avec les Espagnols un traité complémentaire au traité du 26 avril 1860, qui renoncent à occuper Tétouan à condition que le solde des indemnités qui leur sont dues soit payé par le prélèvement de la seconde moitié des droits de douane[17].
- 29 décembre, Angola : victoire des Imbangala du Kasanje sur les Portugais[18] dans les Guerres du Kongo et du Kasanje. Les forces portugaises en Angola comptent de 7 000 à 8 000 hommes. Le gros des troupes est formé d’auxiliaires noirs (guerra preta) dont les effectifs sont mal connus.

### Amérique
- 1er janvier, Mexique : le général Ortega, chef de l’armée libérale, prend Mexico après sa victoire le 22 décembre 1860 sur l’armée de Miramón à Calpulalpan[19]. Benito Juárez entre dans la ville le 11 janvier[20].
- 14 janvier : le dictateur José María Linares Lizarazu est renversé par un coup d’État en Bolivie ; la junte qui le remplace se distingue par le massacre de ses opposants le 23 octobre (Matanzas del Loreto)[21].

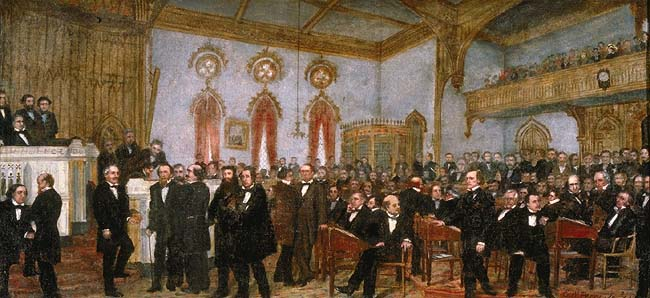
26 janvier : signature de l’ordonnance de sécession de la Louisiane.

- 29 janvier : le Kansas devient le trente-quatrième État de l'Union américaine[22].
- 4 février : formation à Montgomery des États confédérés d'Amérique[23].
- 2 mars : Corwin Amendment (en). Le Congrès propose (par vote aux deux tiers de chaque chambre) un amendement à la Constitution, destiné à garantir aux États qu’ils pourront maintenir l'esclavage[24].

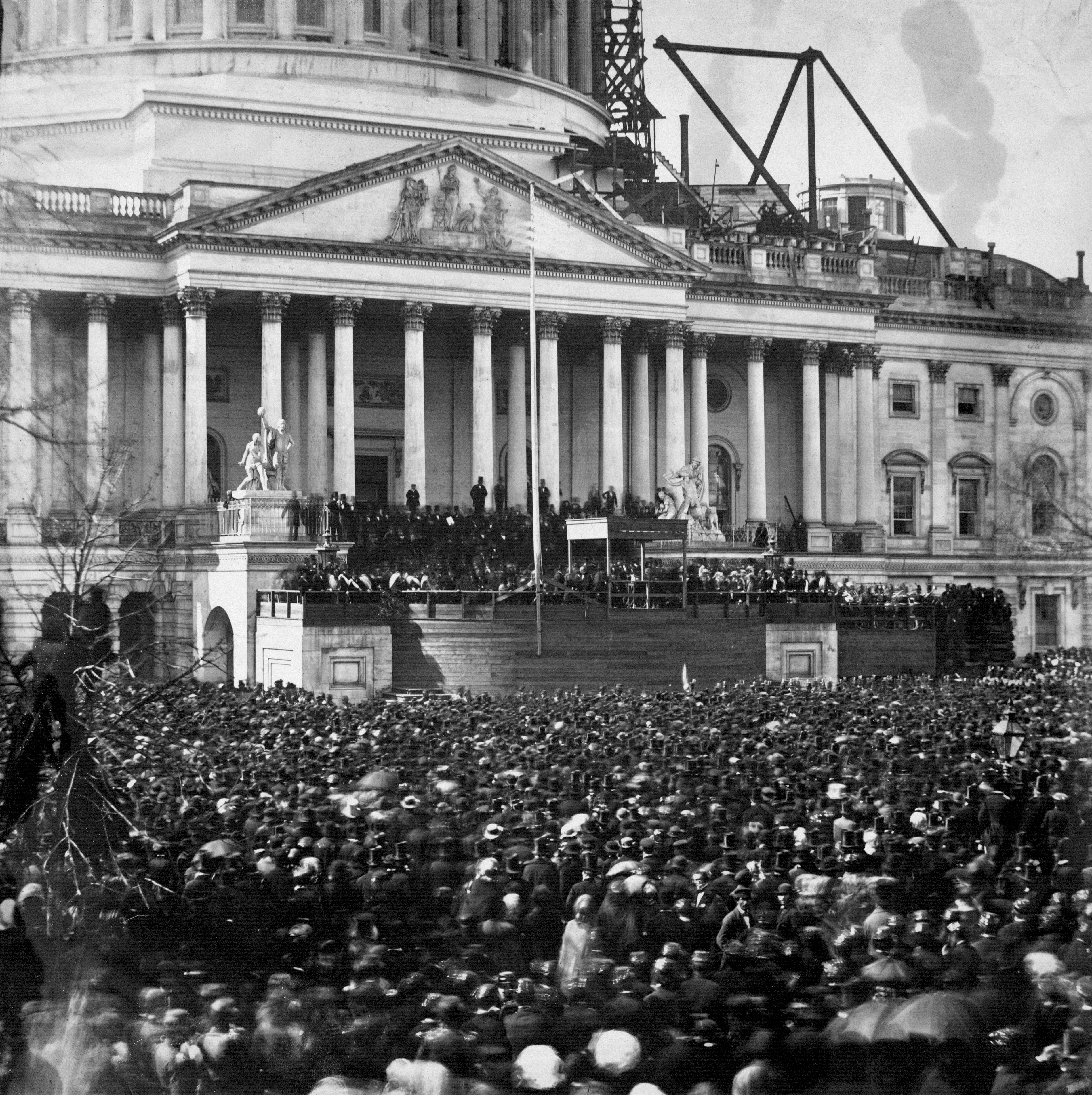
4 mars : discours inaugural d'Abraham Lincoln

- 4 mars : début de la présidence d'Abraham Lincoln[25]. Son discours inaugural appelle à préserver l'union et la paix.
- 11 mars : les sept premiers États confédérés adoptent leur constitution[26].
- 18 mars : l’Espagne intervient en République dominicaine, qui lui est officiellement rattachée par un acte du président Pedro Santana (fin en 1863)[27].
- 2 avril : Gabriel García Moreno, désigné par l’Assemblée constituante comme caudillo de l’Équateur (fin en 1875)[28], impose une dictature catholique en Équateur.
- 12 avril : bataille de Fort Sumter[29]. Début de la guerre de Sécession. Les combats, symboliques, pour Fort Sumter, à Charleston en Caroline du Sud sont les premiers de la guerre, et mettent fin aux négociations.
- 15 juin : Benito Juárez est élu président de la république du Mexique[30].
- 21 juillet : première bataille de Bull Run ou première bataille de Manassas, en Virginie, première de la guerre[29]. Victoire des confédérés qui repoussent une invasion de la Virginie. Ils ont l’avantage jusqu’en 1863.
- 27 juillet : la France et la Grande-Bretagne rompent leurs relations diplomatiques avec le Mexique après la décision du président Benito Juárez du 17 juillet de suspendre pour deux ans le paiement des intérêts de la dette extérieure mexicaine[31].

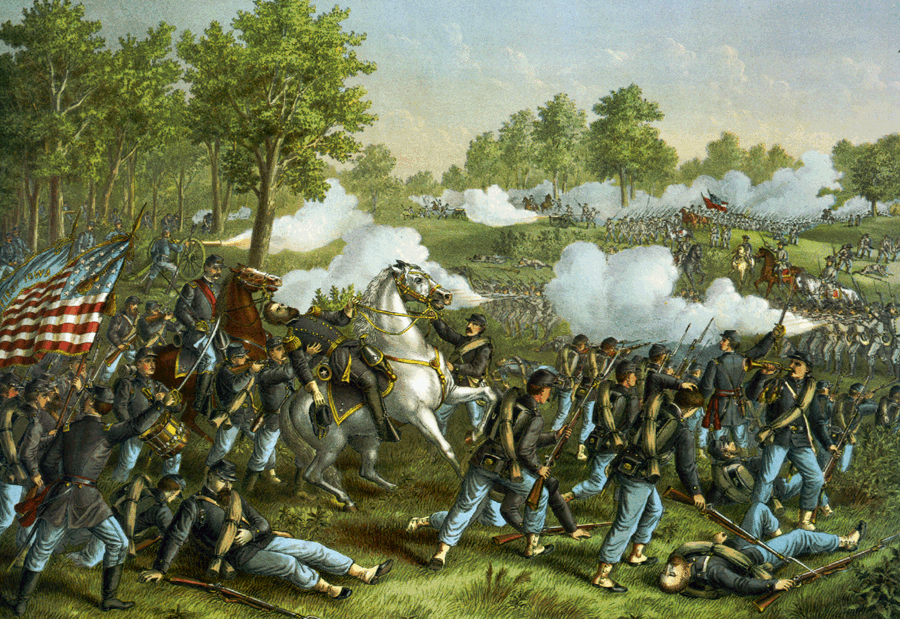
10 août : bataille de Wilson's Creek

- 10 août : victoire des Confédérés à la bataille de Wilson's Creek pour le contrôle du Missouri[29].
- 17 septembre, Argentine : le président Urquiza est renversé par le général Bartolomé Mitre, gouverneur de Buenos Aires, qui défait les troupes des provinces trop divisées entre plusieurs caudillos à la bataille de Pavón[32]. La constitution de 1853 reste en vigueur mais ne concerne plus seulement les États-Unis de La Plata, mais devient la Constitution de la République argentine.
- 18 septembre : José Joaquín Pérez est élu président au Chili[33] (fin en 1871). Les libéraux gardent le pouvoir au Chili jusqu’en 1891. Les mandats du modéré Joaquin Pérez marquent une période de transition entre l’ordre conservateur et libéral au Chili. À partir de son second mandat, il doit faire des concessions aux libéraux, en renonçant à l’autoritarisme, en établissant la liberté de culte et en interdisant la réélection du président sortant en fin de mandat.
- 21 octobre : victoire des Confédérés à la bataille de Ball's Bluff[29].
- 31 octobre : comme le Mexique ne règle pas ses dettes, la France, le Royaume-Uni et l’Espagne décident d’une convention en vue d’une intervention armée au Mexique avec 9 000 hommes[31].
- 17 décembre : débarquement à Veracruz des contingents espagnols, suivis par les Français et les Britanniques le 7 janvier 1862[34]. Les Britanniques et les Espagnols se retirent rapidement, laissant seuls les Français, commandés par l'amiral Edmond Jurien de La Gravière. Début de l'expédition française au Mexique (fin en février 1867).

### Asie et Pacifique
- 15 janvier : assassinat par des samouraïs japonais de l’interprète du consul américain, le néerlandais Henry Heusken[35].
- 20 janvier : création en Chine d’un service de diplomates (le Zongli Yamen) connaissant les techniques et les langues étrangères. L’ancien système de relation fondé sur la supériorité de la titulature chinoise est supprimé[36].
- 2 février : le missionnaire français Théophane Vénard, 32 ans, meurt martyr au Tonkin[37].
- 24 - 25 février, campagne de Cochinchine : défaite des Vietnamiens à la bataille de Ky Hoa face à l’artillerie française. Le siège de Saigon est brisé[38].
- 28 mars : le Sikkim passe sous protectorat britannique au traité de Tumlong, négocié par Ashley Eden[39].
- 12 avril, campagne de Cochinchine : prise de Mỹ Tho par les forces franco-espagnoles[38].
- 31 mai : traité perpétuel de paix et d’amitié entre le Royaume-Uni et le Bahreïn (complété par un traité de protectorat en 1892)[40].
- 9 juin : la France obtient de la Turquie la création de la province du Mont-Liban, dotée d'une certaine autonomie et d'un statut privilégié au sein de l’empire ottoman (fin en 1914)[41]. Une commission européenne élabore un statut organique qui prévoit un gouvernement autonome aux mains d’un gouverneur général catholique (mutassarif), désigné par la Porte avec l’approbation des puissances. Un conseil de vingt membres, qui représente les différentes communautés confessionnelles, siégera à ses côtés. Le Liban fonctionne désormais selon sa propre juridiction, élaborée par le conseil, et dispose de milice locale. Aucun tribut ni service militaire n’est exigé des Libanais par la Porte. Fin de l'expédition française en Syrie.
- 25 juin : début du sultanat ottoman de Abdulaziz[42] (fin en 1876).
- 27 juin : accueil à Paris des ambassadeurs du Siam[43].
- 30 juin : bombardement de Qui Nhon par un navire américain[44].

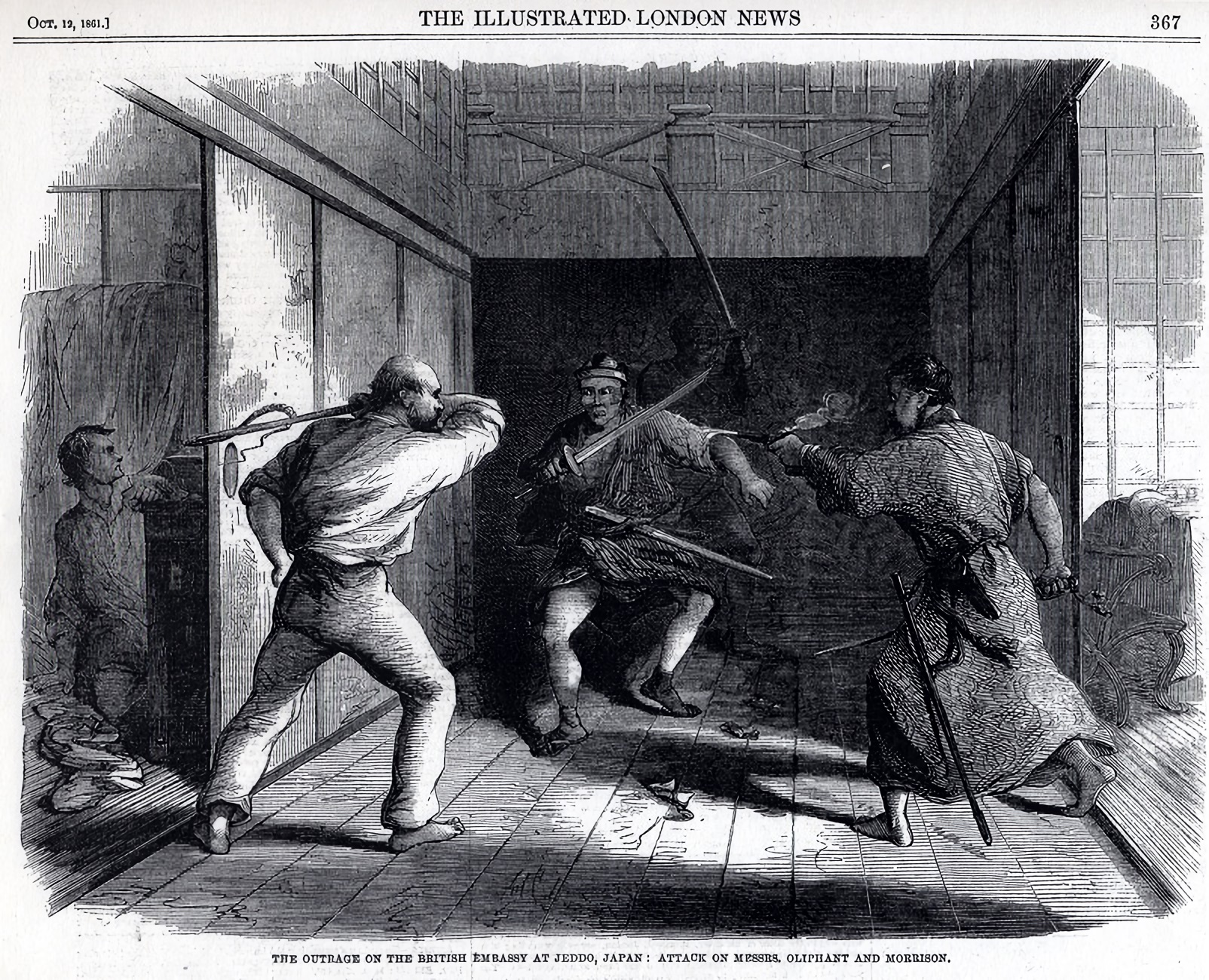
5 juillet, Japon : attaque de la légation britannique par des rônin.

- 31 juillet : institution d’un impôt sur le revenu en Inde[45]. Le Raj britannique connait des difficultés financières à la suite de la révolte des Cipayes. Les dépenses militaires grèvent 1/3 du budget. On tente d’instituer un impôt sur le revenu mais le projet est abandonné à la suite des troubles qu’il déclenche. La dette augmente encore considérablement à cause de l’accroissement des dépenses que le gouvernement de l’Inde doit acquitter chaque année à Londres en livres sterling.
- 1er août : Indian Councils Act[46]. Le Conseil exécutif du vice-roi des Indes forme un véritable gouvernement servi par la haute administration, l’Indian Civil Service. La seule institution représentative centrale, le Conseil législatif impérial, reste une simple chambre d'enregistrement dont les membres sont nommés par le vice-roi.
- 22 août : mort de Xianfeng. Tongzhi devient empereur de Chine (1862-1875). Cixi devient impératrice douairière de Chine (fin en 1908). La régence de Tongzhi, fils de quatre ans de Cixi, est assurée par son grand-oncle, le prince Gong (en) (1831-1898)[36]. Les puissances étrangères (l'armée toujours victorieuse) menés par Charles Gordon aident les impériaux (dirigés par Li Hongzhang) à mater la rébellion Taiping en leur fournissant volontaires, armes et munitions.
- Août : le roi Norodom Ier est chassé du Cambodge par une rébellion conduite par son frère Si Votha. Il se réfugie au Siam, puis repousse Si Votha au nord du pays avec l’aide de cinq soldats français et rentre dans sa capitale Oudong en mars 1862[47].
- 14 décembre, campagne de Cochinchine : attaque des fortifications de Biên Hòa par les forces franco-espagnoles[38].

### Europe
- 1er - 4 janvier : les leaders roumains de Transylvanie, réunis à Sibiu, réclament la reconnaissance en tant que « nation » et l’égalité des droits, en particulier l’usage de leur langue[48].
- 2 janvier : début du règne de Guillaume Ier de Prusse[49].
- 13 février : fin du siège de Gaète[50].
- 21 février : foundation de Mariehamn, la capitale d'Åland[51],[52].

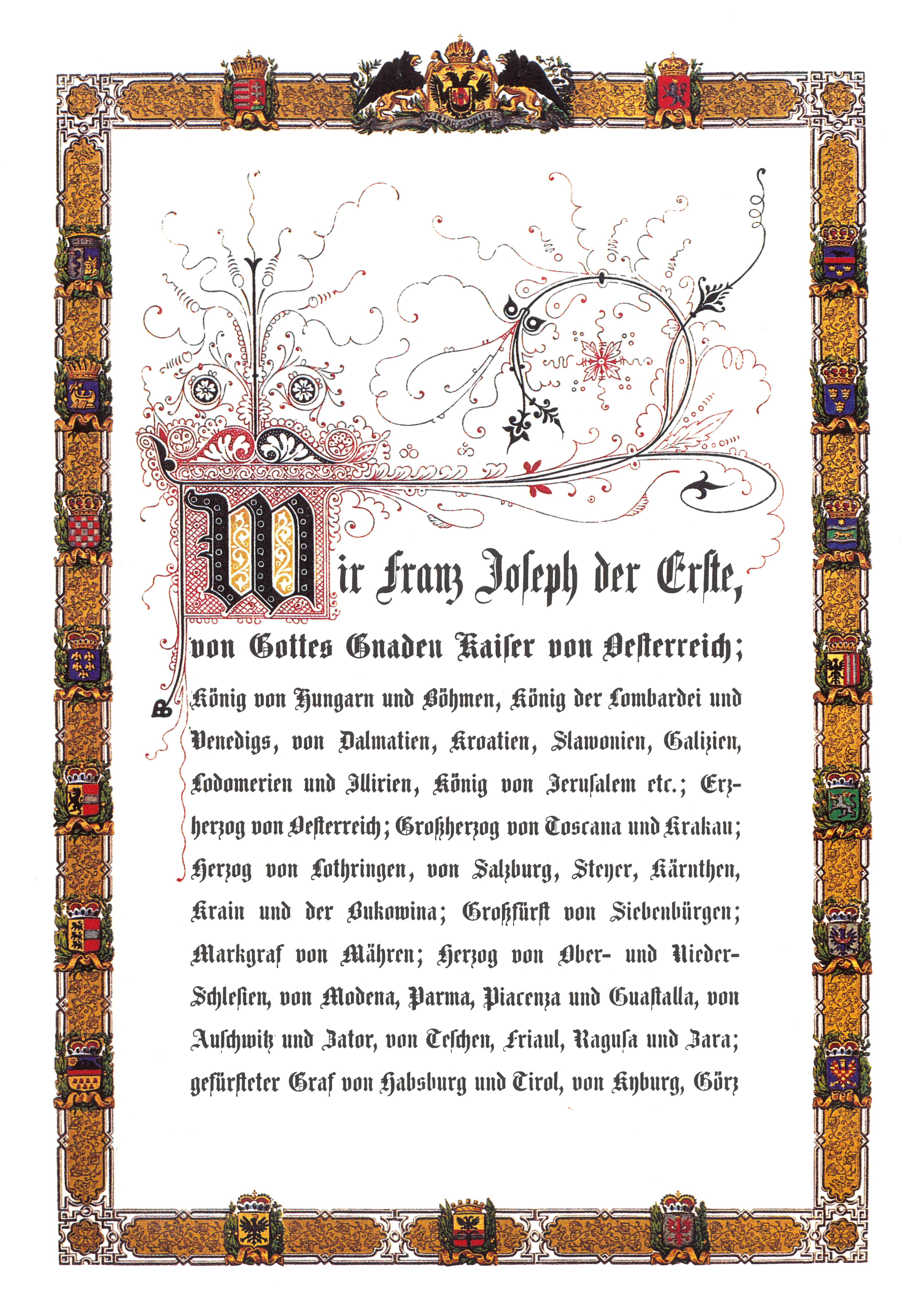
26 février : patente de février

- 26 février : patente de février. Retour au centralisme en Autriche. Mise en place du parlement de Vienne. Le Reichsrat, réorganisé, devient une institution à double niveau, avec une représentation étroite (pays autrichiens) et une représentation élargie (avec la Hongrie)[53]. Statut d’autonomie de la Pologne autrichienne (Cracovie, Galicie et Lodomérie). Le climat libéral qui y règne en fait le refuge des Polonais qui luttent pour la renaissance de leur pays.

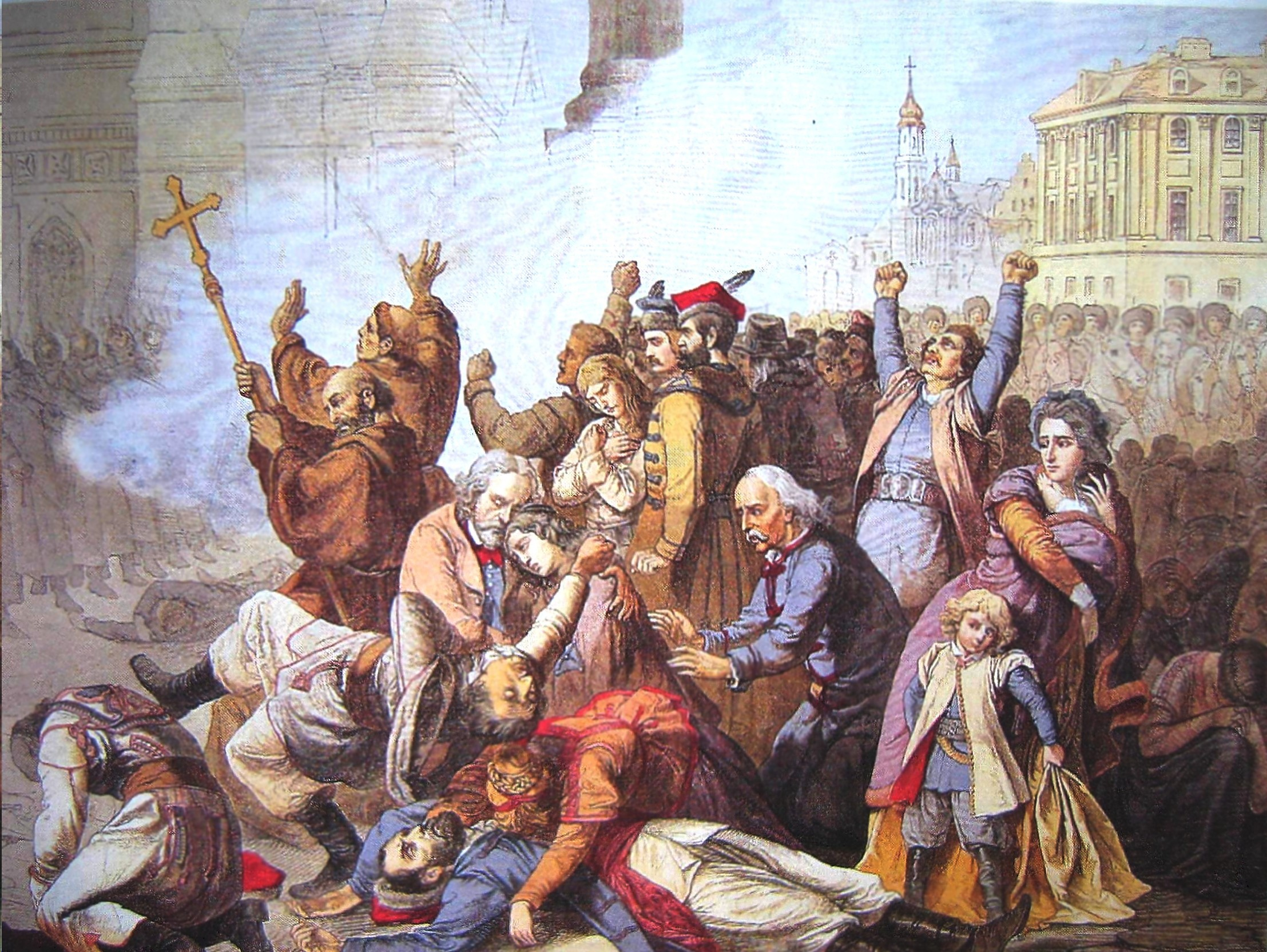
27 février et 14 avril : massacres de Varsovie

- 27 février : l'armée russe ouvre le feu sur une manifestation hostile à Varsovie, en Pologne, provoquant le massacre de cinq personnes ; 150 000 personnes se rassemblent pour les obsèques le 2 mars[54].
- 3 mars (19 février du calendrier julien) : le tsar Alexandre II abolit le servage en Russie[55]. Les 20 millions de serfs des domaines privés sont libérés, avec de nombreuses restrictions : soumission au nouveau cadre de la commune rurale, dépendance temporaire au seigneur jusqu’au rachat des terres concédées (dont la surface s’avère rapidement insuffisante), maintien d’un système de possessions communautaires et de redistribution périodique des terres. Le caractère incomplet de la réforme est dénoncé (Herzen et Ogarev dans le Kolokol, Tchernychevski dans le Contemporain).
- 14 mars : proclamation du royaume d'Italie[56].
- 8 avril : répression sanglante d’une manifestation dans les rues de Varsovie[57].
- 12 avril, Empire russe : répression du soulèvement de Bezdna (en), dans la province de Kazan, où les paysans réclament tout de suite la liberté et les terres. Leur leader Anton Petrov est exécuté le 19 avril[58].
- 14 mai et 10 juin : après s’être concertées, le Royaume-Uni et la France proclament leur « stricte neutralité » dans la guerre civile américaine[59].
- Septembre - octobre : agitation estudiantine à Kazan, Saint-Pétersbourg et Moscou[60].
- 14 octobre : état de siège en Pologne[61].
- 15 octobre : loi sur la liberté d’établissement en Saxe[62]. Levée de l’interdiction des associations ouvrières. Cette mesure s’inscrit dans un processus qui voit les grands États allemands adopter des législations plus libérales[63].

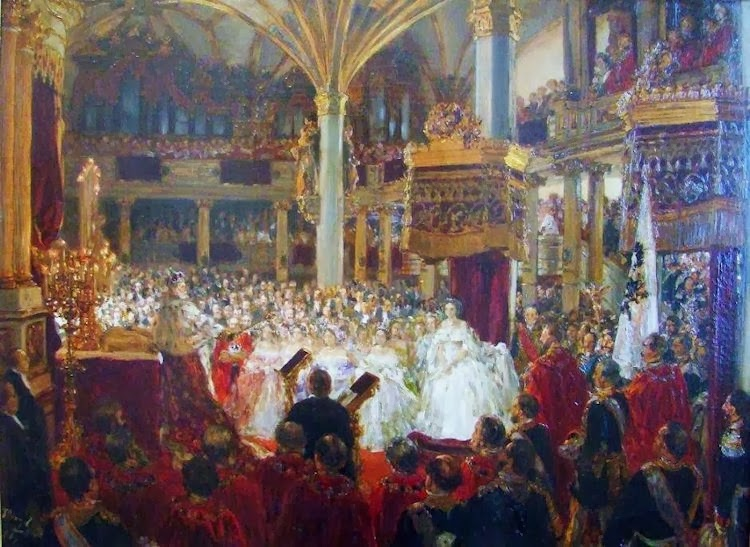
18 octobre : couronnement à Konigsberg de Guillaume Ier de Prusse.

- 16 octobre : accord britanno-russe, qui confirme les devoirs du Royaume-Uni vis-à-vis de la Russie, dans le cadre des dispositions du traité de Vienne de 1815.
- 9 novembre : Dmitri Milioutine est nommé ministre de la Guerre en Russie (fin en 1881)[65].
- 11 novembre : début du règne de Louis, roi de Portugal (fin en 1889)[66].
- 23 décembre : Alexandre-Jean Cuza devient prince de Roumanie et obtient l’investiture du sultan. Création de la principauté de Roumanie[67]. Les assemblées de Valachie et de Moldavie sont réunies. La nouvelle Assemblée siège à Bucarest (février 1862).

- Campagne des trade unions pour l’obtention du suffrage ouvrier en Grande-Bretagne (fin en 1867)[68].
- Fondation en Russie par les populiste « narodniki » de la société secrète révolutionnaire Zemlia i Volia (Terre et Liberté) à la fin de l’année[69]. Son fondateur, Nicolas Serno-Solovievitch (en), est arrêté le 7 juillet 1862[70]. Elle est refondée en 1876.

## Naissances en 1861
- 6 janvier : Victor Horta, architecte belge († 8 septembre 1947).
- 15 janvier : Vassili Andreïev, musicien virtuose de la balalaïka, chef d'orchestre et compositeur russe puis soviétique († 26 décembre 1918).
- 20 janvier : Émile Georges Weiss, peintre français († 1929).
- 21 janvier :
  - André Castaigne, illustrateur français († 1929).
  - Albert Koerttgé, graveur, aquarelliste, architecte et enseignant français († 18 mars 1940).
- 22 janvier :
  - Zygmunt Ajdukiewicz, peintre polonais († 29 avril 1917).
  - Jean-Louis Daniel, peintre paysagiste français († 24 octobre 1929).
- 24 janvier : Hellewi Kullman, peintre suédoise († 19 avril 1903).
- 26 janvier :
  - Louis Anquetin, peintre, dessinateur et aquarelliste français († 19 août 1932).
  - Arturo Ferrari, peintre italien († 31 octobre 1932).
- 29 janvier : Gustave Krafft, architecte et  peintre français († 13 septembre 1927).
- 31 janvier :
  - Jacques-Émile Blanche, peintre, graveur et écrivain français († 30 septembre 1942).
  - Georges Le Meilleur, peintre et graveur français († 9 juin 1945).

- 6 février : Ferdinand Ier de Bulgarie († 14 août 1948).
- 8 février : Théodore Haas, peintre animalier, illustrateur et enseignant français († 24 février 1933).
- 10 février : Henri-Gédéon Daloz, photographe, aquarelliste et peintre français († 4 novembre 1941).
- 15 février : Charles Edouard Guillaume, physicien suisse († 13 juin 1938).
- 16 février :
  - Jeanne Labric, peintre et brodeuse d'art française († 24 février 1947).
  - Charles Roussel, peintre français († 15 mars 1936).
- 18 février : Joseph Granié, peintre français († 13 août 1915).
- 21 février : Pierre de Bréville, compositeur français († 24 septembre 1949).
- 25 février : Rudolf Steiner, fondateur de l'anthroposophie autrichien († 30 mars 1925).

- 3 mars :
  - Anatole Baju, journaliste et écrivain français († 1903).
  - François Maury, peintre français († 29 juin 1933).
- 4 mars : Cyrille Besset, peintre français († 17 décembre 1902).
- 9 mars : Giuseppe Casciaro, peintre paysagiste italien († 25 octobre 1941).
- 11 mars : Albert Depré, peintre français († 26 novembre 1937).
- 14 mars :
  - George Desvallières, peintre français († 5 octobre 1950).
  - Louis Tinayre, illustrateur et peintre français († 26 septembre 1942).
- 15 mars : Ferenc Heltai, homme politique hongrois († 11 août 1913).
- 17 mars : Charles Laval, peintre français († 26 avril 1894).
- 19 mars : Hippolyte de La Hamelinaye, militaire et ingénieur forestier français († 29 juillet 1935).
- 22 mars : Jeanne Eliot, peintre française († 1937).
- 23 mars :
  - Francis Bourne, cardinal britannique, archevêque de Westminster († 31 décembre 1934).
  - Armand Point, peintre français († 6 février 1932).
- 25 mars : Alfred-Jean Broquelet, graveur, lithographe, peintre et écrivain français († 12 juin 1957).
- 26 mars : Kanzō Uchimura, écrivain et religieux japonais († 28 mars 1930).
- 27 mars : József Koszta, peintre hongrois († 29 juillet 1949).
- 29 mars : Paul-Élie Ranson, peintre et graveur nabi français († 20 février 1909).
- 31 mars : Ernest-Pascal Blanchard, peintre et vitrailliste français († après 1923).

- 3 avril : Charles Weinberger, compositeur autrichien d'opérettes († 1er novembre 1939).
- 4 avril : Alice Dannenberg, peintre française d'origine russe († 28 juin 1948).
- 5 avril : Adolphe Gumery, peintre français († 5 janvier 1943).
- 6 avril :
  - Francine Charderon, peintre française († 25 octobre 1928).
  - Stanislas de Guaita, poète, occultiste français († 19 décembre 1897).
- 7 avril : Théodore Dubé, peintre français d'origine canadienne († 8 septembre 1943).
- 13 avril : Willie Redmond, homme politique britannique (irlandais) († 7 juin 1917).
- 14 avril : Jean-Francisque Delmas, chanteur d'opéra français († 29 septembre 1933).
- 24 avril : Viktor Oliva, peintre et affichiste autrichien, austro-hongrois puis tchécoslovaque († 5 avril 1928).
- 25 avril : Rudolf Dittrich, musicien autrichien († 16 janvier 1919).
- 27 avril : Georgi Lvovitch Catoire, compositeur russe puis soviétique d’origine française († 21 mai 1926).
- 29 avril : Achille Laugé, peintre post-impressionniste français († 2 juin 1944).

- 6 mai :
  - Motilal Nehru, activiste indien († 6 février 1931).
  - Tagore (Rabindranãth Thakur), écrivain indien († 7 août 1941).
- 12 mai : Ivan Caryll, compositeur belge († 29 novembre 1921).
- 15 mai : Marie-Emmanuel-Augustin Savard, compositeur, chef d'orchestre et pédagogue français († 6 décembre 1942).
- 17 mai : Maxime Maufra, peintre, graveur et lithographe français († 23 mai 1918).
- 18 mai : Ferdo Vesel, peintre serbe puis yougoslave († 28 juillet 1946).
- 28 mai : Carl Leopold Sjöberg, compositeur, peintre et médecin suédois († 26 janvier 1900).

- 9 juin : Floris Verster, peintre néerlandais († 21 janvier 1927).
- 14 juin : Edmond Tapissier, peintre, cartonnier, lithographe et illustrateur français († 27 avril 1943).
- 17 juin : Sidney Jones, chef d'orchestre et compositeur anglais († 29 janvier 1946).
- 18 juin : Marcelle Tiard, espérantiste française († 1er juin 1932).
- 19 juin : José Rizal, poète, romancier, médecin et chirurgien ophtalmologue philippin († 30 décembre 1896).
- 20 juin : Frederick Gowland Hopkins, physiologiste et chimiste britannique († 16 mai 1947).
- 29 juin : Pedro Figari, peintre, écrivain et homme politique uruguayen († 24 juillet 1938).

- 5 juillet : Fernand Cocq, homme politique belge († 11 décembre 1940).
- 10 juillet : Albert Dagnaux, peintre français († 22 novembre 1933).
- 11 juillet :
  - René Delame, peintre et industriel français († 27 juin 1943).
  - Maurice Wilmotte, romaniste belge († 9 juin 1942).
- 12 juillet :
  - Anton Arenski, compositeur russe († 25 février 1906).
  - Eugène Broerman, peintre belge († 7 octobre 1932).
- 16 juillet : Robert Randolph Bruce, homme politique canadien († 21 février 1942).
- 18 juillet :
  - Fabio Fabbi, peintre italien († 24 septembre 1946).
  - Lucien Simon, peintre, aquarelliste, dessinateur et lithographe français († 13 octobre 1945).
- 19 juillet : Park Yeong-hyo, homme politique coréen de la dynastie Joseon († 21 septembre 1939).
- 21 juillet : Victor Leydet, peintre de genre français († 20 octobre 1904).
- 25 juillet : Henri Roger, homme politique belge († 9 décembre 1917).

- 1er août : Vibeke Salicath, philanthrope, féministe et politicienne danoise († 22 avril 1921).
- 2 août : Pieter de Josselin de Jong, peintre, graveur, aquarelliste et illustrateur néerlandais († 2 juin 1906).
- 8 août : Henri Voisin, peintre aquafortiste, graveur, illustrateur et sculpteur français († 4 décembre 1945).
- 9 août : John William Godward, peintre anglais († 13 décembre 1922).
- 21 août : Frédéric de Civry, coureur cycliste français († 15 mars 1893).
- 22 août : Jean Enders, peintre français  († 1930 ou 1936).
- 23 août : Jan Hendrik Scheltema, peintre, dessinateur et graveur australien d'origine néerlandaise († 9 décembre 1941).
- 25 août : William Barbotin, peintre, sculpteur et graveur français, collaborateur de la presse libertaire († 12 novembre 1931).

- 5 septembre : Albert von Mensdorff-Pouilly-Dietrichstein, diplomate autrichien actif pendant la période austro-hongroise († 15 juin 1945).
- 17 septembre : Francisco Álvaro Bueno de Paiva, magistrat et homme d'État brésilien († 4 août 1928).
- 21 septembre : Marius Borgeaud, peintre suisse († 16 juillet 1924).
- 22 septembre : Célestin Rousseau, espérantiste français († 19 janvier 1949).
- 25 septembre :
  - Rasmus Andersen, sculpteur danois († 28 février 1930).
  - Guido Boggiani, peintre, dessinateur, photographe et ethnologue italien († 7 mai 1902).
- 26 septembre : Josep Sanyas militaire et poète français († 4 juin 1912).
- 29 septembre : Charles Balay, peintre miniaturiste français († 17 février 1943).

- 1er octobre : Anna Brigadere, écrivaine lettonne († 25 juin 1933).
- 4 octobre : Frederic Remington, peintre, dessinateur et sculpteur américain († 26 décembre 1909).
- 5 octobre : Ismael Montes, général et homme politique bolivien († 16 octobre 1933).
- 9 octobre : Émilie Desjeux, peintre française († 23 avril 1957).
- 11 octobre : Eille Norwood, acteur britannique († 24 décembre 1948).
- 14 octobre : Georges Le Febvre, peintre français († 26 février 1912).
- 16 octobre : Heinrich Yorck von Wartenburg, homme politique allemand († 24 février 1923).
- 17 octobre : Andreï Riaboutchkine, peintre russe († 27 avril 1904).
- 21 octobre : Maria Dulębianka, peintre, journaliste et écrivaine polonaise († 7 mars 1919).
- 30 octobre :
  - Emil Albes, acteur, metteur en scène et réalisateur allemand († 22 avril 1923).
  - Antoine Bourdelle, sculpteur et peintre français († 1er octobre 1929).
  - Alphonse Roubichou, peintre impressionniste français († 13 avril 1938).

- 6 novembre : James Naismith, inventeur canadien du jeu de basket-ball († 28 novembre 1939).
- 7 novembre : Lesser Ury, peintre et graveur allemand († 18 octobre 1931).
- 8 novembre : Georges Guigue, historien et archiviste français († 27 septembre 1926).
- 9 novembre : Maxime Noiré, peintre français († 4 juillet 1927).
- 10 novembre : Robert Innes, astronome sud-africain († 13 mars 1933).
- 14 novembre : Hans von Zois, compositeur autrichien († 5 janvier 1924).
- 15 novembre : Edmond Louyot, peintre français († 17 janvier 1920).
- 17 novembre : Spýros Samáras, compositeur grec († 25 mars 1917).
- 24 novembre :
  - Alexeï Bellegarde, haut fonctionnaire russe († 28 mars 1942).
  - Ernest-Marie Pernelle, peintre français († 6 décembre 1950).
- 26 novembre : Georges Souillet, peintre français († 13 janvier 1947).
- 30 novembre : Ludwig Thuille, compositeur, pédagogue et théoricien autrichien († 5 février 1907).

- 4 décembre : Germain David-Nillet, peintre de genre français († 12 octobre 1932).
- 7 décembre : François Nardi, peintre français d'origine italienne († 28 novembre 1936).
- 8 décembre :
  - Aristide Maillol, sculpteur et peintre français († 27 septembre 1944).
  - Georges Méliès, réalisateur français († 21 janvier 1938).
- 9 décembre : Hélène Smith, médium et peintre suisse († 10 juin 1929).
- 10 décembre : Guillaume Van Strydonck, peintre et pastelliste belge († 2 juillet 1937).
- 13 décembre : Giorgio Belloni, peintre italien († 12 avril 1944).
- 14 décembre : Léon Eyrolles, homme politique et entrepreneur français († 3 décembre 1945).
- 16 décembre : Antonio de La Gandara, peintre, graveur, lithographe, dessinateur et pastelliste français († 30 juin 1917).
- 19 décembre : Italo Svevo (Ettore Schmitz), écrivain italien († 13 septembre 1928).
- 28 décembre : Paolo Gaidano, peintre italien († 3 février 1916).
- 30 décembre : Senofonte Squinabol, géologue et botaniste italien († 11 mai 1941)
- 31 décembre : René-Xavier Prinet, peintre français († 26 janvier 1946).

- Date précise inconnue :
  - Camille Bourget, peintre et graveur français († 1924).
  - Kiyohara Tama, peintre japonaise († 1939).
  - Henry Marks, homme d'affaires, homme politique et philanthrope fidjien († 5 juin 1938).
  - Mikhaïl Matiouchine, peintre russe puis soviétique († 14 octobre 1934).
  - Bağdatlı Mehmed Hadi Pacha, homme d'État de l'Empire ottoman († 1932).
  - Lazzaro Pasini, peintre italien († 1949).
  - Mohamed Ben Ali R'bati, peintre marocain († 1939).
  - Louis Eugène Roy, homme politique haïtien († 29 octobre 1939).
  - Mikhail Touchmalov, chef d'orchestre et compositeur russe d'origine géorgienne († 1896).
  - Hermine Lanctôt, autrice, journaliste et institutrice québécoise († 9 avril 1943).

## Décès en 1861
- 10 janvier : Leopold von Gerlach, homme politique prussien (° 17 septembre 1790).
- 17 janvier : Lola Montès, danseuse et maîtresse du roi Louis Ier de Bavière (° 17 février 1821).
- 27 janvier : Edme Dumée, peintre et décorateur de théâtre français (° novembre 1792).

- 1er février : Joseph Ridgway, homme politique américain (° 6 mai 1783).
- 2 février : Théophane Vénard, prêtre français des Missions étrangères de Paris (° 21 novembre 1829).
- 3 février : Pierre Joseph François Bosquet, maréchal de France (° 8 novembre 1810).
- 9 février : Francis Danby, peintre irlandais (° 16 novembre 1793).
- 21 février : Carl Wilhelm von Heideck, militaire, philhellène et peintre bavarois (° 6 décembre 1788).
- 25 février : Agostino Chiodo, militaire et homme politique italien (° 16 avril 1791).

- 4-5 mars : Ippolito Nievo, écrivain romantique italien (° 30 novembre 1831).
- 10 mars : Taras Chevtchenko, poète, peintre, ethnographe et humaniste russe (° 9 mars 1814).
- 14 mars : Louis Niedermeyer, compositeur et pédagogue suisse et français (° 27 avril 1802).
- 21 mars : Ana María de Huarte y Muñiz, impératrice du Mexique (° 17 janvier 1786).

- 5 avril : Ferdinand de Meeûs, homme d'affaires et homme politique belge (° 28 mai 1798).
- 10 avril :  Jean-Baptiste Dumas, homme politique français (° 12 novembre 1777).

- 7 mai : László Teleki, écrivain et homme politique hongrois (° 11 février 1811).
- 13 mai : William Henry Fitton, géologue britannique (° janvier 1780).
- 29 mai : Joachim Lelewel, historien, numismate et politicien polonais (° 22 mars 1786).

- 6 juin : Camillo Cavour, homme d'État piémontais (° 10 août 1810).
- 15 juin : Thomas Choe Yang-eop, prêtre catholique coréen (° 1er mars 1821).
- 25 juin : Abdülmecid Ier, Sultan ottoman (° 23 avril 1823).
- 29 juin : Elizabeth Barrett Browning, écrivaine anglaise (° 6 mars 1806).

- 5 juillet : Wilhelm Herbig, peintre allemand (° 23 avril 1788).
- 15 juillet : Adam Jerzy Czartoryski, prince, homme d'État et écrivain polonais (° 14 janvier 1770).

- 9 août : Vincent Novello, musicien et éditeur d’œuvres musicales britannique (° 6 septembre 1781).
- 16 août : Juan Gregorio Pujol, avocat et homme politique argentin (° 27 novembre 1817).
- 17 août : Johann David Passavant, peintre, conservateur de musée et historien de l'art allemand (° 18 septembre 1787).
- 24 août :
  - Pierre Berthier, minéralogiste et géologue français (° 3 juillet 1782).
  - Karl August Milde, industriel et homme politique prussien (° 14 septembre 1805).

- 14 septembre : Fortunato Santini, prêtre, compositeur et collectionneur italien (° 5 janvier 1778).
- 20 septembre : Maximilien Simon, compositeur français (° 8 mars 1797).
- 29 septembre : Abel de Pujol, peintre néoclassique français (° 30 janvier 1785).

- 21 octobre : Pieter Vanderghinste, compositeur belge (° 1789).
- 23 octobre : Jorge Córdova, général et homme politique bolivien (° 23 avril 1822).

- 7 novembre : Georges Diebolt, sculpteur et peintre français (° 6 mai 1816).
- 10 novembre : Isidore Geoffroy Saint-Hilaire, zoologiste français (° 16 décembre 1805).
- 20 novembre :
  - Henri Lacordaire, religieux, prédicateur, journaliste et homme politique français (° 12 mai 1802).
  - Pierre-Frédéric Sarrus, mathématicien français (° 10 mars 1798).
- 23 novembre : Salvatore Viale, poète corse (° 6 septembre 1787).
- 26 novembre : Wilhelm Hensel, peintre allemand (° 6 août 1794).

- 14 décembre : Albert de Saxe-Cobourg-Gotha, mari de la reine Victoria fait prince consort par son épouse (° 26 août 1819).
- 16 décembre : Heinrich Marschner, compositeur et chef d'orchestre allemand d'opéra (° 16 août 1795).
- 18 décembre : Ernst Anschütz, organiste, professeur, poète et compositeur allemand (° 28 octobre 1780).

- Date inconnue :
  - Sofia Cocea, poétesse moldave devenue roumaine (° 1839).
  - August Édouart, peintre français (° 27 janvier 1788).
  - Onofrio Zanotti, peintre italien de l'école bolonaise (° 1787).